# Apresentação de antigénios

A apresentação do antigénio estimula as células T a tornarem-se células CD8+ "citotóxicas" ou células CD4+ "auxiliares"

A Apresentação de antigénios é um processo que ocorre no sistema imunitário, através do qual macrófagos, células dendríticas e outros tipos celulares, capturam antigénios e depois permitem o seu reconhecimento pelas células T.
A apresentação de antigénios é um processo essencial do sistema imunitário para o início da resposta imunitária das células T, que por sua vez é necessária para a ativação da resposta das células B (exceto em alguns casos em que o antigénio pode ser apresentado diretamente às células B). Como as células T apenas conseguem reconhecer antigénios fragmentados apresentados na superfície da célula, o processamento do antigénio deve ocorrer primeiro, para que este seja fragmentado, ligado às moléculas do complexo principal de histocompatibilidade (MHC) e depois transportado para a superfície celular, num processo propriamente dito denominado apresentação de antigénios, onde será reconhecido pelo recetor das células T. Se houve uma infeção por vírus ou bactéria, a célula apresentará um fragmento peptídico exógeno (de fora da célula) ou endógeno (de dentro da célula) derivado antigénio ligado às moléculas do MHC. Existem dois tipos de moléculas MHC, que se diferenciam funcionalmente pelo tipo de antigénio que apresentam: moléculas MHC de classe I (MHC-I), que se ligam a péptidos no citosol da célula, e moléculas de MHC de classe II (MHC-II), que se ligam a péptidos gerados em vesículas endocíticas introduzidas na célula. As membranas celulares separam os compartimentos intracelular e extracelular da célula. Cada célula T pode, em última análise, reconhecer apenas dezenas a centenas de cópias de uma única sequência peptídica entre milhares de outros peptídeos apresentados à mesma célula, uma vez que as moléculas MHC de uma célula podem ligar-se a uma gama bastante ampla de peptídeos.

## Apresentação de antigénios intracelulares: Classe I

Processamento e apresentação de antigénios na via MHC-I

As células T citotóxicas (também designadas por Tc, células T killer ou linfócitos T citotóxicos (CTLs)), que expressam o correceptor CD8 na sua superfície, são uma população de células T especializadas em induzir morte celular programada noutras células. As células T citotóxicas patrulham regularmente todo o organismo para manter a homeostasia do organismo. Quando encontram sinais de doença causados pela presença de vírus ou bactérias intracelulares ou de uma célula tumoral transformada, iniciam o processo de destruição da célula potencialmente prejudicial. Todas as células nucleadas do organismo (juntamente com as plaquetas) possuem moléculas do complexo principal de histocompatibilidade de classe I (MHC-I). Os antigénios gerados endogenamente no interior destas células são ligados às moléculas MHC-I e depois apresentados na superfície celular. Esta via de apresentação de antigénios permite ao sistema imunitário detetar células infetadas ou transformadas que apresentam peptídeos de proteínas estranhas ou autoproteínas modificadas (mutadas).
No processo de apresentação, estas proteínas são degradadas em pequenos peptídeos principalmente por proteases citosólicas no proteossoma, mas também existem outras vias proteolíticas citoplasmáticas que podem ser utilizadas. Os peptídeos são então entregues ao retículo endoplasmático mediado por proteínas de choque térmico e pelo transportador associado ao processamento de antigénios (TAP), que transporta peptídeos citosólicos para o lume do retículo edoplasmático por um mecanismo de transporte dependente de [[trifosfato de adenosina|ATP]. Existem várias chaperonas do retículo endoplasmático que estão envolvidas na montagem de moléculas de MHC-I, como a calnexina, a calreticulina e a tapasina. Os péptidos estão carregados na fenda de ligação peptídica do MHC-I, localizada entre duas hélices α na base dos domínios α1 e α2 da molécula do MHC-I. Após a libertação da tapasina, os complexos peptídeo-MHC-I (pMHC-I) abandonam o retículo endoplasmático e são transportados para a superfície celular por vesículas exocíticas.
As células T virais naïve (células T CD8+) não conseguem eliminar diretamente as células infetadas ou transformadas, mas têm de ser ativadas pelos complexos pMHC-I nas células apresentadoras de antigénios. O antigénio pode ser apresentado diretamente (conforme descrito acima) ou indiretamente (apresentação cruzada), descrita abaixo) a partir de células infetadas ou não pelo vírus. Após a interação entre o pMHC-I e o TCR, na presença de sinais coestimulatórios e/ou citocinass, as células T são ativadas, migram para os tecidos periféricos e destroem as células alvo (células infetadas ou danificadas) induzindo citotoxicidade.
A apresentação cruzada é um caso especial em que as moléculas de MHC-I podem apresentar antigénios extracelulares, geralmente expostos apenas às moléculas de MHC-II. Esta capacidade surge em diversas células apresentadoras de antigénios, principalmente células dendríticas plasmocitoides nos tecidos que estimulam diretamente as células T CD8+. Este processo é essencial quando as células apresentadoras de antigénio não são diretamente infetadas, desencadeando respostas imunitárias antivirais e antitumorais locais de imediato, sem a presença de células apresentadoras de antigénio circulantes nos linfonodos locais.